# 平擊
平擊（flat strike）為一種網球的擊球技術。平擊會盡量避免球的自旋，以換取更快的球速、更低的彈跳及更重的球質。
平擊球的特色是彈跳後球會加速往前衝，並且彈跳高度低，這兩項特質使得對方回球困難度大增。